# Presles (Isère)
Presles é uma comuna francesa na região administrativa de Auvérnia-Ródano-Alpes, no departamento de Isère. Estende-se por uma área de 25,68 km². Em 2010 a comuna tinha 92 habitantes (densidade: 3,6 hab./km²).